# Mazirot
Mazirot é uma comuna francesa na região administrativa do Grande Leste, no departamento de Vosges. Estende-se por uma área de 6.55 km². Em 2010 a comuna tinha 233 habitantes (densidade: 35,6 hab./km²).